# Strychnos neglecta
Strychnos neglecta är en tvåhjärtbladig växtart som beskrevs av Krukoff och Barneby. Strychnos neglecta ingår i släktet Strychnos och familjen Loganiaceae. Inga underarter finns listade i Catalogue of Life.